# Axel Rappe (1884–1945)
Axel Oscar Rappe, född 22 juni 1884 i Adolf Fredriks församling, Stockholm, död 31 oktober 1945 i Karlstad, var en svensk friherre och militär; generalmajor 1938.

## Familj
Rappe var son till Axel Rappe (1838–1918) och Anna Sandahl (1855–1946). Hans farfar var landshövdingen Axel Ludvig Rappe och hans farfars far var ryttmästare. Han gifte sig 1923 med Gurli Mathilde Malmström (född 1888).

## Biografi
Rappe var underlöjtnant vid Svea artilleriregemente (A 1) 1904 och studerade vid Artilleri- och ingenjörhögskolan (AIHS) 1906–1907. Han blev löjtnant 1907, och studerade vid Krigshögskolan (KHS) 1908–1910 innan han blev aspirant vid Generalstaben 1911–1913. Rappe var tillsammans med Carl Bennedich en av de politiserande officerarna som särskilt månade om Sveriges försvar under försvarsstriden 1911–1914. Han var lärare vid Artilleri- och ingenjörhögskolan 1914–1918, blev kapten 1917 innan han tog avsked ur svenska armén 1918. Han deltog samma år i Finska inbördeskriget, var överstelöjtnant vid finska generalstaben och stabschef vid östarmén. Rappe var stabschef åt Ernst Löfström och var bland annat med i slaget om Viborg samt utarbetade en befästningsplan för Karelska näset, det nya Finlands första egentliga försvarsplan.
Rappe blev kapten vid Svea artilleriregemente (A 1) 1918, var verksam som lärare vid Artilleri- och ingenjörhögskolan 1922–1928, blev kapten vid generalstaben 1927, major 1928 och var stabschef vid militärbefälhavaren för Övre Norrland 1928–1930. Rappe var stabschef vid Östra arméfördelningen 1930–1931, överstelöjtnant vid generalstaben 1931, avdelningschef vid generalstabens centralavdelning 1931–1935, blev överste vid generalstaben 1935, var chef för Göta artilleriregemente (A 2) 1936–1938. 1938 utnämndes han till generalmajor och var chef för Svea artilleriregemente (A 1) 1938–1940. Han var ställföreträdande chef för Försvarsstaben 1940–1941, inspektör för artilleriet 1940, chef för Artilleristabskåren 1941 samt militärbefälhavare i V.militärområdet 1942–1944.
Han var ledamot av Fälttjänstreglementskommittén 1927, ordförande 1935–1937, militär sakkunnig i 1930 års försvarskommission. Rappe blev ledamot av Kungliga Krigsvetenskapsakademien 1932. Han författare till ett antal skrifter samt ett flertal broschyrer och uppsatser i facktidskrifter och dagspress. 1923 lät han trycka en pamflett med titeln Sveriges läge - en krigspolitisk studie; i denna uttryckte han en önskan om ett samgående mellan Finland och Sverige. Rappe kom att ingå i en grupp unga militärer som grundade tidskriften Ny Militär Tidskrift, se Antingen-Eller-gruppen.

## Utmärkelser

### Svenska utmärkelser
- Kommendör av första klassen av Svärdsorden, 6 juni 1939.[8]
- Riddare av första klassen av Svärdsorden, 1925.[9]
- Kommendör av första klassen av Vasaorden, 6 juni 1944.[10]
- Riddare av första klassen av Vasaorden, 1928.[11]
- Riddare av Nordstjärneorden, 1934.[12]

### Utländska utmärkelser
- Första klassen med svärd och kraschan med svärd av Finska Frihetskorsets orden, tidigast 1940 och senast 1942.[13][14]
- Andra klassen med svärd av Finska Frihetskorsets orden, tidigast 1925 och senast 1928.[15][16]
- Andra klassen av Finska Frihetskorsets orden, tidigast 1918 och senast 1921.[17][18]
- Storkorset av Finlands Lejons orden, tidigast 1942 och senast 1945.[14][19]
- Kommendör av första klassen av Finlands Vita Ros’ orden, tidigast 1940 och senast 1942.[13][14]
- Kommendör av andra klassen av Finlands Vita Ros’ orden, tidigast 1935 och senast 1940.[13][20]
- Tyska örnens orden (med grad som på svenska angivits som Storofficer), tidigast 1942 och senast 1944.[14][21]
- Fjärde klassen av Osmanska rikets Meschidie-orden, 1908.[22][23]